# Leuvesluis
De Leuvesluis was een schutsluis die de verbinding vormde tussen de Leuvehaven en de Steigersgracht in Rotterdam. De sluis werd van 1942 tot 1950 gebouwd in de Leuvekolk, een onderdoorgang onder de Blaak, die de Steigersgracht met de Leuvehaven verbindt. Bij de Wederopbouwdag 18 Mei 1950 werd de sluis geopend en op 28 mei 1967 weer gesloten. De sluis werd volgestort met zand en kan niet meer  worden gebruikt voor het doel waarvoor hij was gebouwd.
Bij de invaart van de kolk voer men eerst onder een overkluizing door, die een hoogte had van NAP +1,60 m. 
De sluis was een onderdeel van de verbinding tussen de Nieuwe Maas en de Rotte, die er eeuwenlang geweest was. Directe aanleiding voor de sluiting was de aanleg van de verkeerstunnel met aansluitende open tunnelbak tussen de Westblaak en de Blaak, die het dempen van de vaarverbinding noodzakelijk maakte. Bij de aanleg van de Rotterdamse metro werd bij Station Rotterdam Blaak al rekening gehouden met de aanleg van de oost-west verbinding van de metro en dat de bovengrondse spoorverbinding ondergronds zou gaan. De vaarweg diende daar ook voor te wijken. 